# ポルディム
座標: 北緯43度23分 東経24度51分 / 北緯43.383度 東経24.850度

ポルディム
Пордимポルディム ブルガリア内のポルディムの位置

ポルディム（ブルガリア語: По̀рдим / Pordim）はブルガリア北部の町、およびそれを中心とした基礎自治体であり、プレヴェン州に属する。
ポルディムはブルガリアで初めて電話が接続された場所と考えられており、露土戦争のプレヴェン包囲のとき、ロシア帝国のニコライ・ニコラエヴィチ大公とルーマニア王子カロル1世をと連絡していた。
1877年から1878年の露土戦争では、プレヴェン包囲の中、対オスマン帝国で同盟を結んでいたロシア帝国のアレクサンドル2世とルーマニアのカロル1世の2国の指導者がこの地に滞在し、それぞれの軍を指揮した。現在、2人の滞在した家はそれぞれ博物館になっている。

## 町村
ポルディム基礎自治体（Община Пордим）にはその中心であるポルディムをはじめとする、以下の町村（集落）が存在している。
| - Борислав - Вълчитрън - Згалево - Каменец | - Катерица - Одърне - Пордим - Тотлебен |

## ポルディムにちなんだ命名
- 南極大陸、サウス・シェトランド諸島のロバート島（Robert Island）近くのポルディム諸島（Pordim Islands）（Nikopol Point）は、ポルディムにちなんで命名された